# Еллсворт Фаріс
Еллсворт Фаріс (30 вересня 1874 – 19 грудня 1953) був впливовим соціологом Чиказької школи. 
Фаріс народився в 1874 році в Салемі, штат Теннессі.   Він навчався в Техаському християнському університеті, де здобув ступінь бакалавра в 1894 році та ступінь магістра в 1896 році. З 1897 по 1904 рік він провів деякий час у Бельгійському Конго як місіонер.  Після повернення з Африки Фаріс отримав ступінь доктора філософії в Чиказькому університеті та був прийнятий на роботу на кафедру.
Фаріс очолював кафедру соціології та антропології в Чиказькому університеті, а в 1937 році був президентом Американського соціологічного товариства. Серед його робіт — «Природа людської природи» (1937).